# مارتن بوركي
مارتن بوركي (بالإنجليزية: Martin Bourke)‏ هو دبلوماسي بريطاني، ولد في 12 مارس 1947.